# Пайсен (Гольштейн)
Пайсен (нем. Peissen) — община в Германии, в земле Шлезвиг-Гольштейн.
Входит в состав района Штайнбург. Подчиняется управлению Итцехё-Ланд. Население составляет 286 человек (на 31 декабря 2010 года). Занимает площадь 10,17 км².